# Nemipterus gracilis
Nemipterus gracilis är en fiskart som först beskrevs av Bleeker, 1873.  Nemipterus gracilis ingår i släktet Nemipterus och familjen Nemipteridae. Inga underarter finns listade i Catalogue of Life.